# Rudolf Acquaviva
Rudolf Acquaviva (ur. 2 października 1550 w Atri; zm. 25 lipca 1583 w Cuncolim) – włoski Błogosławiony Kościoła katolickiego.

## Życiorys
Rodolfo Acquaviva urodził się 2 października 1550 roku jako syn księcia Giangirolamo. Jego dwaj bracia Giulio i Ottavio byli kardynałami. Idąc w ślady wuja, który został generałem jezuitów, 2 kwietnia 1568 roku wstąpił do ich rzymskiego nowicjatu, gdzie przebywał wtedy także św. Stanisław Kostka. Został wyświęcony na kapłana w 1578 roku w Lizbonie. W 1578 roku wyjechał do Indii, gdzie próbował nawrócić wielkiego Mogoła Akbara. Następnie prowadził misje w Goa, gdzie został zabity.
Został beatyfikowany w grupie Męczenników z Salsette przez papieża Leona XIII 30 kwietnia 1893 roku.